# Старобабанівська сільська рада
Старобабанівська сільська́ ра́да — колишня адміністративно-територіальна одиниця та орган місцевого самоврядування в Уманському районі Черкаської області. Адміністративний центр — село Старі Бабани.

## Загальні відомості
- Населення ради: 1 859 осіб (станом на 2001 рік)

## Населені пункти
Сільській раді були підпорядковані населені пункти:
- с. Старі Бабани

## Склад ради
Рада складалась з 16 депутатів та голови.
- Голова ради: Мельниченко Валентина Сергіївна

### Керівний склад попередніх скликань
| Прізвище, ім'я, по батькові | Основні відомості                                                 | Дата обрання | Дата звільнення |
| --------------------------- | ----------------------------------------------------------------- | ------------ | --------------- |
| Руденко Володимир Іванович  | Сільський голова, 1958 року народження, безпартійний              | 26.03.2006   | 31.10.2010      |
| Музика Оксана Василівна     | Сільський голова, 1971 року народження, освіта вища, позапартійна | 31.10.2010   |                 |

Примітка: таблиця складена за даними сайту Верховної Ради України

### Депутати
За результатами місцевих виборів 2010 року депутатами ради стали:

#### За суб'єктами висування
| Суб'єкт висування | Кількість обраних депутатів | %    |
| ----------------- | --------------------------- | ---- |
| Самовисування     | 15                          | 93,8 |
| Партія регіонів   | 1                           | 6,3  |

#### За округами
| № округу        | Прізвище, ім'я, по батькові     | Дата визнання обраним | Освіта             | Партійна приналежність | Відомості про обраного депутата                    |
| --------------- | ------------------------------- | --------------------- | ------------------ | ---------------------- | -------------------------------------------------- |
| Партія регіонів |                                 |                       |                    |                        |                                                    |
| 15              | Крижанівська Надія Федорівна    | 31.10.2010            | вища               | позапартійна           | СВК-92, інженер — технолог                         |
| Самовисування   |                                 |                       |                    |                        |                                                    |
| 1               | Костюк Тетяна Павлівна          | 21.02.2011            | середня            | член Партії регіонів   | Старобабанівська сільська рада, секретар виконкому |
| 2               | Сухомейло Михайло Іванович      | 31.10.2010            | вища               | член Партії регіонів   | Старобабанівська загальноосвітня школа, вчитель    |
| 3               | Морозов Сергій Петрович         | 31.10.2010            | вища               | позапартійний          | Старобабанівська загальноосвітня школа, вчитель    |
| 4               | Рудзеєв Василь Васильович       | 31.10.2010            | вища               | член Партії регіонів   | тимчасово не працює                                |
| 5               | Вощенко Валерій Григорович      | 31.10.2010            | середня            | позапартійний          | ВАТ «Старобабанівськи гранкарєр», екскаваторщик    |
| 6               | Костенко Володимир Васильович   | 31.10.2010            | середня            | позапартійний          | ТОВ «Чорна Кам'янка», охоронець                    |
| 7               | Бондаренко Ніна Михайлівна      | 31.10.2010            | вища               | позапартійна           | Старобабанівська загальноосвітня школа, вчитель    |
| 8               | Пастушенко Тетяна Іванівна      | 31.10.2010            | вища               | позапартійна           | ПП «Магазин», продавець                            |
| 9               | Гуменюк Леся Василівна          | 31.10.2010            | вища               | позапартійна           | Старобабанівська загальноосвітня школа, психолог   |
| 10              | Лазебник Ніна Карпівна          | 31.10.2010            | середня спеціальна | позапартійна           | пенсіонер                                          |
| 11              | Лазебник Василь Іванович        | 31.10.2010            | середня            | позапартійний          | приватний підприємець                              |
| 12              | Перепелиця Василь Володимирович | 31.10.2010            | середня спеціальна | позапартійний          | пенсіонер                                          |
| 13              | Жмурко Сергій Васильович        | 31.10.2010            | середня            | позапартійний          | пенсіонер                                          |
| 14              | Фіголь Ольга Владиславівна      | 31.10.2010            | вища               | позапартійна           | Старобабанівська загальноосвітня школа, директор   |
| 16              | Кадуба Анатолій Іванович        | 31.10.2010            | вища               | позапартійний          | СВК-92, старший інспектор                          |